# Pavlo Ishchenko
Pavlo Olegovich Ishchenko –en ucraniano, Павло Олегович Іщенко– (Petropávlovsk-Kamchatski, Rusia, 30 de abril de 1992) es un deportista ucraniano que compite por Israel en boxeo.
Ganó dos medallas en el Campeonato Europeo de Boxeo Aficionado, oro en 2013 y bronce en 2017, ambas en el peso ligero.

## Palmarés internacional
| Representando a Ucrania |                     |                   |           |
| Campeonato Europeo      |                     |                   |           |
| Año                     | Lugar               | Medalla           | Categoría |
| 2013                    | Minsk (Bielorrusia) | Medalla de oro    | 60 kg     |
| Representando a Israel  |                     |                   |           |
| Campeonato Europeo      |                     |                   |           |
| Año                     | Lugar               | Medalla           | Categoría |
| 2017                    | Járkov (Ucrania)    | Medalla de bronce | 60 kg     |